# Berjaya Times Square Theme Park
Berjaya Times Square Theme Park (anciennement connu sous le nom Cosmo's World) est un parc d'attractions intérieur situé entre le 5e et le 8e étage de Berjaya Times Square, à Kuala Lumpur, Malaisie. Le parc est inscrit au Malaysia Book of Records en tant que plus grand parc à thème couvert de Malaisie,. 

## Les attractions
Avec 14 attractions, le parc est divisé en 2 zones différentes qui sont "Galaxy Station" et "Fantasy Garden".

### Montagnes russes
| Nom de l'attraction | Type                     | Constructeur | Année d'ouverture |
| ------------------- | ------------------------ | ------------ | ----------------- |
| Supersonic Odyssey  | Montagnes russes assises | Intamin      | 2003              |

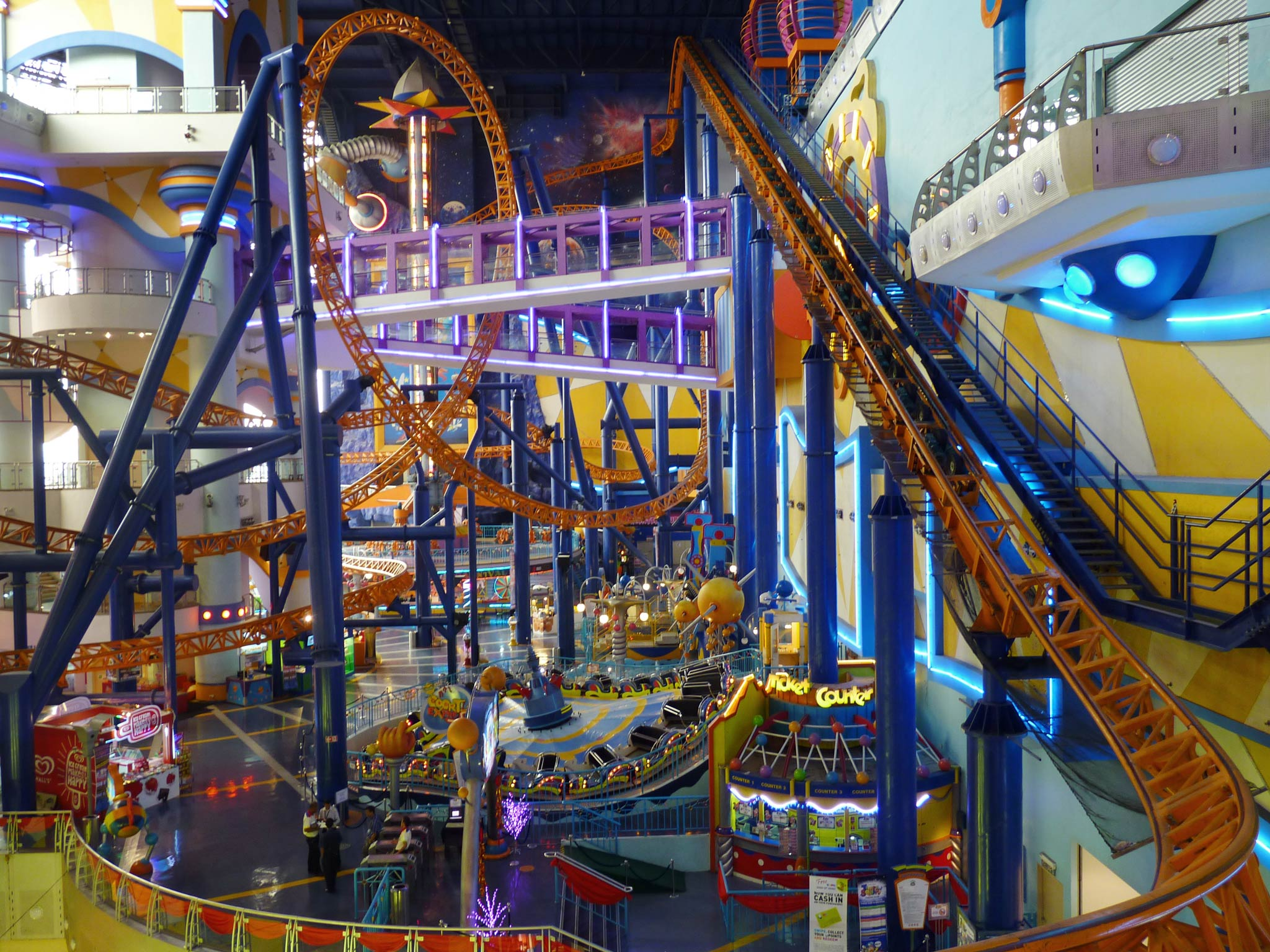
Vue d'ensemble

### Autres attractions
- Crazy Bus - Crazy Bus de Zamperla
- Botanic Drive - Balade en jeep
- Buddy Go Round - Carrousel
- Dizzy Izzy - Pieuvre de Anton Schwarzkopf
- DNA Mixer - Top Spin
- Fantasy Trail - Train junior
- Flying Bumble Bee - Manège sur le thème des abeilles
- Honey Bump - Autos tamponneuses junior
- Molly-Cool's Swing - Bateau à bascule junior
- Ooort's Express - Music Express
- Robo Crash - Autos tamponneuses
- Spinning Orbit - Condor
- Space Attack